# Фонова картограма

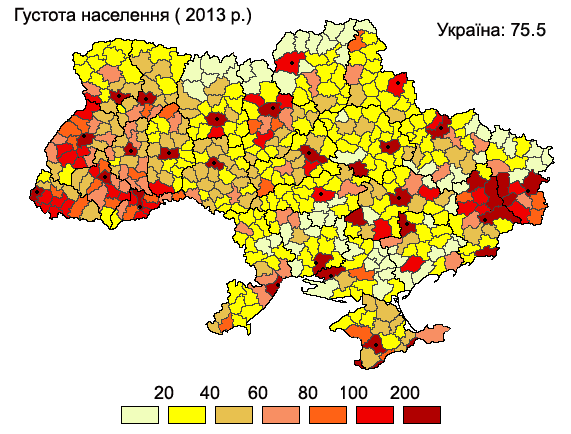
Фонова картограма густоти населення України, 2010 рік.

Фонова картограма, хороплет (від грец. χώρο– + πλήθ[ος], «місце, область» + «значення») — вид картограми, на якій штриховкою різної густоти або фарбою різного ступеня насиченості зображують інтенсивність будь-якого показника в межах територіальної одиниці.
Відомі три види фонових картограм: простий, дасиметричний, та некласифікований. Змінними, зазвичай, є значення (в кольоровій моделі HSV) та текстура. Фонові картограми належать до найпоширеніших картограм для зображення чисельних значень в ГІС.

## Види

### Простий
Для створення простої фонової картограми встановлюють значення показника для кожної територіальної одиниці та розбивають на категорії або класи; обирають варіант текстури або фарби для кожної категорії та нею заповнюють кожну територіальну одиницю. Кількість категорій обмежена кількістю фарб та текстур, які здатне розрізнити око. Для створення простих фонових картограм потрібні лише значення показника та межі територіальних одиниць.

### Дасиметричний

Карта забруднення ізотопом Цезію-137 в 1996 р. внаслідок Чорнобильської катастрофи.

Дасиметричні фонові картограми менш поширені за прості фонові картограми, та були розроблені для подолання деяких обмежень простих фонових картограм. Як і в простих фонових картограмах, в дасиметричних використовують одноманітно розфарбовані територіальні одиниці, як і розбивку значень показника на категорії. На відміну від простого варіанту, в дасиметричному визначають області з подібними значеннями та межі стрімкої зміни значень показника.
Дасиметричні фонові картограми мають деякі обмеження простих: неможливо встановити точні значення показника, та неможливо показати плавні зміни в значеннях показника. Однак, оскільки у встановлених територіальних областях існує деяка однорідність значень показника, дасиметричні фонові картограми ближчі до реальної картини.

### Некласифікований
Нексласифіковані фонові картограми були запропоновані Вальдо Тоблером в 1973 році, але залишались мало поширеними до настання епохи комп'ютерів. В некласифікованих фонових картограмах кожному значенню показника відповідає окрема текстура або фарба.

## Палітра
Для належного відображення кількісних даних використовують деяку палітру. Відомо кілька різних типів чергуванням кольорів, які використовують картографи.

Палітра з єдиним тоном (відтінком)

Послідовності з єдиним тоном використовують різні відтінки єдиного тону — від світлого до темного кольору приблизно однакового тону. Зазвичай найсвітліший колір означає найменше значення, а найтемніший — найбільше значення показника на карті.
Значення двох показників можна показати із допомогою палітри з двох кольорів. Зазвичай використовують послідовність від червоного до білого для першого показника, та від блакитного до білого для другого. Ці кольори накладаються з різних боків послідовності та утворюють різні відтінки. В такому випадку на карті можна показати відносні значення показників.

Двокольорова палітра

Біполярні послідовності кольорів використовують з двома протилежними відтінками для зображення зміни показника від негативного до позитивного навколо певного центрального значення (наприклад, середнє арифметичне). Наприклад, поширеною практикою є зображення температури із допомогою палітри, де синій або темно синій означає від'ємну температуру, а червоний-темно червоний — високу температуру. Однак, якщо значення мають якесь моральне значення (добре-погане, наприклад, карти тривалості життя), тоді для позначення «поганих» значень можна скористатись відтінками червоного, а для «добрих» — зеленого.

Послідовність змішаних відтінків

Палітри зі змішаними відтінками використовують близькі відтінки. Зазвичай, використовують для зображення висоти. Наприклад, від жовтого до рожевого до коричневого.

Частковий спектр

Частково спектральні палітри використовують для зображення відмінних (різних) наборів даних.

Повний спектр

Повна спектральна послідовність містить відтінки від синього до червоного. Можна зустріти на картах рельєфу та картах погоди. Послідовності такого типу не рекомендується використовувати, оскільки вони можуть заплутати читача (глядача).

Зміна яскравості (значення кольору)

Також використовують палітри з єдиним тоном, проте різною яскравістю. Зазвичай використовують послідовність від білого до сірого до чорного. Серед переваг такої палітри — зрозуміло для сприйняття а також менше проблем при чорно-білому друку.

### Зручність
При використанні будь-якої з цих палітр є два важливих принципи:
1. темні кольори сприймаються як вище за величиною;
2. око людини попри всі свої можливості, обмежене в сприйнятті великої кількості відтінків.

Зазвичай рекомендують використовувати не більше п'яти-семи кольорів. Користувач карти повинен бути в змозі легко визначити передбачувану величину відтінку і порівняти її з легендою карти.
Додаткові міркування включають дальтонізм і різні методи відтворення. Наприклад, червоно-зелений біполярні палітри, ймовірно, призведе до проблем для людей, що страждають на дихроматію. Пов'язане з цим питання полягає в тому, що кольорові гами, які в основному покладаються на відтінок з недостатньою зміною насиченості або інтенсивністю може бути порушена, якщо відтворюється чорно-білим пристроєм. Якщо карту можна зрозуміти в чорно-білому вигляді, тоді колір не матиме визначального значення для потенційного користувача.
Колір може значно поліпшити зв'язок між картографом та аудиторією, але поганий вибір кольору може призвести до створення карти, яка не є ані ефективною, ані привабливою для користувача.